# To Love-Ru
To Love Ru (jap. To LOVEる Toraburu) – manga napisana przez Sakiego Hasemiego i zilustrowana przez Kentarō Yabukiego, publikowana na łamach magazynu „Shūkan Shōnen Jump” wydawnictwa Shūeisha od kwietnia 2006 do sierpnia 2009. Całość liczy łącznie 18 tomów. 
Na jej podstawie powstał 26-odcinkowy serial anime, który był emitowany w Japonii od 4 kwietnia 2008 do 26 września 2008. Drugi sezon, zatytułowany Motto To Love Ru, był emitowany od 6 października do 22 grudnia 2010. 
Sequel mangi, zatytułowany To Love Ru Darkness, ukazywał się na łamach magazynu „Jump Square” od października 2010 do marca 2017. Serial anime na jego podstawie emitowano między 6 października a 29 grudnia 2012. Drugi sezon był emitowany od 7 lipca do 28 października 2015. Obie serie mangi rozeszły się w łącznym nakładzie ponad 16 milionów egzemplarzy.

## Fabuła
Pewnego dnia, licealista Rito Yuuki, spotyka tajemniczą dziewczynę o imieniu Lala Satalin Deviluke. Jest ona księżniczką z planety Deviluke. Uciekła na Ziemię, gdyż jej ojciec zmusza ją do wybrania kandydata do ślubu. Lala szybko zakochała się w Rito, ale stwarza to dla niego problem, gdyż już podoba mu się koleżanka z klasy – Haruna Sairenji. W ten sposób zaczynają się pełne kłopotów miłosne perypetie Rito. Od tego momentu zaczyna przyciągać coraz więcej ekscentrycznych dziewczyn, takie jak legendarna zabójczyni Złota Ciemność, przewodnicząca samorządu uczniowskiego Yui Kotegawa, a nawet siostry Lali – Momo i Nana.

## Manga
Seria ukazywała się w magazynie „Shūkan Shōnen Jump” między 24 kwietnia 2006 a 31 sierpnia 2009. Wydawnictwo Shūeisha zebrało jej 162 rozdziały w 18 tankōbonach, wydawanych od 11 listopada 2006 do kwietnia 2010. Manga została opublikowana ponownie w 10-tomowym wydaniu bunkoban, które ukazywało się między 18 listopada 2016 a 17 marca 2017.
| Nr | Data wydania (język japoński) | ISBN (język japoński)  |
| -- | ----------------------------- | ---------------------- |
| 1  | 2 listopada 2006              | ISBN 978-4-08-874278-6 |
| 2  | 2 lutego 2007                 | ISBN 978-4-08-874322-6 |
| 3  | 4 kwietnia 2007               | ISBN 978-4-08-874345-5 |
| 4  | 4 czerwca 2007                | ISBN 978-4-08-874370-7 |
| 5  | 3 sierpnia 2007               | ISBN 978-4-08-874405-6 |
| 6  | 4 października 2007           | ISBN 978-4-08-874428-5 |
| 7  | 4 stycznia 2008               | ISBN 978-4-08-874469-8 |
| 8  | 4 marca 2008                  | ISBN 978-4-08-874488-9 |
| 9  | 2 maja 2008                   | ISBN 978-4-08-874514-5 |
| 10 | 4 sierpnia 2008               | ISBN 978-4-08-874543-5 |
| 11 | 3 października 2008           | ISBN 978-4-08-874567-1 |
| 12 | 5 stycznia 2009               | ISBN 978-4-08-874618-0 |
| 13 | 3 kwietnia 2009               | ISBN 978-4-08-874652-4 |
| 14 | 4 czerwca 2009                | ISBN 978-4-08-874676-0 |
| 15 | 1 sierpnia 2009               | ISBN 978-4-08-874714-9 |
| 16 | 4 listopada 2009              | ISBN 978-4-08-874736-1 |
| 17 | 4 lutego 2010                 | ISBN 978-4-08-874765-1 |
| 18 | 2 kwietnia 2010               | ISBN 978-4-08-870022-9 |

Sequel, zatytułowany To Love-Ru Darkness (jap. TO LOVEる ダークネス Toraburu Dākunesu), ukazywał się w czasopiśmie „Jump Square” od 4 października 2010 do 4 marca 2017. Całość została została zebrana w 18 tomach, wydawanych między 4 marca 2011 a 4 kwietnia 2017. W wydaniach „Jump Square” z maja i czerwca 2017 ukazały się także dwa rozdziały dodatkowe. Seria ta doczekała się również 10-tomowego wydania bunkoban, wydawanego od 16 października 2020 do 18 lutego 2021.
| Nr | Data wydania (język japoński) | ISBN (język japoński)  |
| -- | ----------------------------- | ---------------------- |
| 1  | 4 marca 2011                  | ISBN 978-4-08-870205-6 |
| 2  | 4 lipca 2011                  | ISBN 978-4-08-870264-3 |
| 3  | 4 listopada 2011              | ISBN 978-4-08-870341-1 |
| 4  | 2 marca 2012                  | ISBN 978-4-08-870394-7 |
| 5  | 17 sierpnia 2012              | ISBN 978-4-08-870487-6 |
| 6  | 19 grudnia 2012               | ISBN 978-4-08-870559-0 |
| 7  | 4 kwietnia 2013               | ISBN 978-4-08-870654-2 |
| 8  | 19 sierpnia 2013              | ISBN 978-4-08-870790-7 |
| 9  | 4 grudnia 2013                | ISBN 978-4-08-870865-2 |
| 10 | 4 kwietnia 2014               | ISBN 978-4-08-880051-6 |
| 11 | 4 sierpnia 2014               | ISBN 978-4-08-880160-5 |
| 12 | 4 grudnia 2014                | ISBN 978-4-08-880231-2 |
| 13 | 3 kwietnia 2015               | ISBN 978-4-08-880410-1 |
| 14 | 4 września 2015               | ISBN 978-4-08-880469-9 |
| 15 | 4 stycznia 2016               | ISBN 978-4-08-880589-4 |
| 16 | 4 lipca 2016                  | ISBN 978-4-08-880729-4 |
| 17 | 2 grudnia 2016                | ISBN 978-4-08-880828-4 |
| 18 | 4 kwietnia 2017               | ISBN 978-4-08-881053-9 |